# Myrmarachne maratha
Myrmarachne maratha är en spindelart som beskrevs av Benoy Krishna Tikader 1973. Myrmarachne maratha ingår i släktet Myrmarachne och familjen hoppspindlar. Inga underarter finns listade i Catalogue of Life.